# 寝屋川車庫

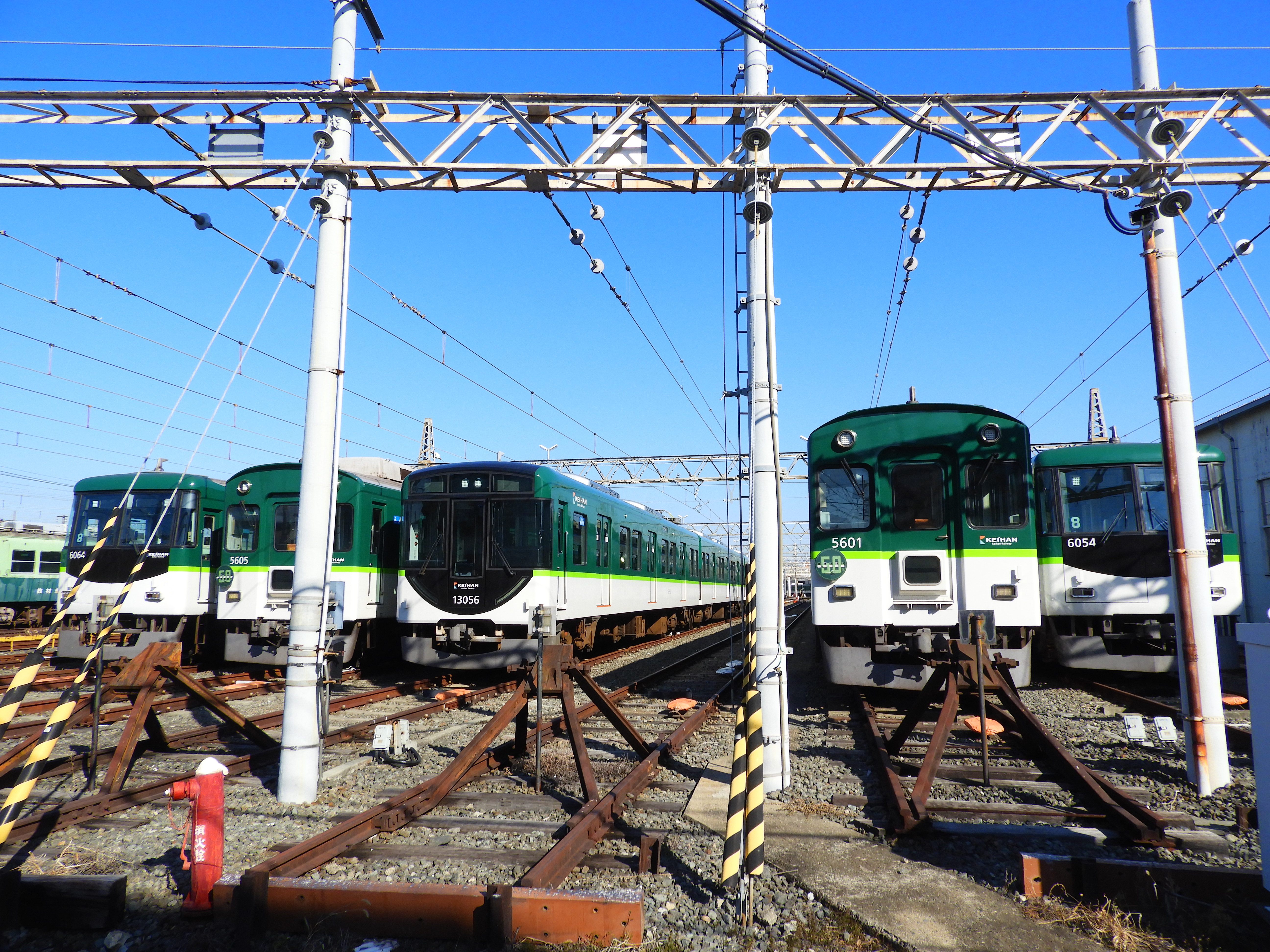
寝屋川車庫（2021年1月 敷地外から撮影）

寝屋川車庫（ねやがわしゃこ）は大阪府寝屋川市木田元宮1丁目にある京阪電気鉄道の車両基地である。
京阪本線萱島駅 - 寝屋川市駅間のほぼ中間に位置している。寝屋川車両工場が当車庫に併設されていて、寝屋川車両基地と呼ばれることもある。ファミリーレールフェアでは一般公開が行われている。

## 概要
- 敷地面積は69,885 m2で、5本の検査ピットと43本の留置線を持ち車両収容能力は340両と京阪電鉄最大の車両基地となっている。
- 線路配置は引き上げ線を中心に扇型に出入庫線・検査線・留置線と配置されている。
- 全般検査や車両の入れ替えなど京阪電気鉄道の車両の重要拠点となっている。
- 車両検査修繕基地としては関西で初めて「ISO14001」の認証を取得した（2001年）。

## 歴史
1958年12月に萱島車庫として使用開始、この時は構内線路延長1800  mの収容両数27両、小規模な検車が作られていた。1962年に7連化に対応して留置線の延長と7連対応の検査ピットが設置され、1963年6月末には14線の留置線と4線の検車線を持ち主力車庫の基礎が完成した。1964年1月には自走式洗車機が開発され、同年6月には『寝屋川車庫』と改称された。その後も拡張工事が続けられ守口車庫の検査業務が全面移転し、1970年に車両工場が着工され1972年2月に竣工した。
- 1958年（昭和33年）12月1日 - 萱島車庫として開設。
- 1962年（昭和37年） - 留置線延長工事完成、留置両数51両に増加。
- 1963年（昭和38年）6月末 - 拡張工事完成。
- 1964年（昭和39年）1月 - 日本初の自走式洗車機を開発、使用開始。
- 1964年（昭和39年）6月1日 - 寝屋川車庫に改称される。
- 1967年（昭和42年）6月 - 検車庫が完成、列車検査と1か月検査業務を守口車庫から移転[2]。
- 1970年（昭和45年）11月18日 - 寝屋川車両工場建設の地鎮祭を行い、着工。
- 1972年（昭和47年）2月2日 - 車両工場・倉庫などが設置される。
- 1972年（昭和47年）3月19日 - 寝屋川車庫の入出庫線の立体交差化完成（本線の高架化）。
- 1992年（平成4年）3月2日 - 最新式車輪旋削盤を導入、使用開始。
- 1996年（平成8年）3月1日 - 自走式洗車機の老朽化に伴い、前面も洗浄可能な新型固定式車両洗浄装置を導入。
- 1997年（平成9年）9月6日 - 寝屋川市付近高架工事に伴い上り線高架化、新出庫線使用開始。
- 1999年（平成11年）11月20日 - 寝屋川市付近高架化、新出庫線を入庫にも使用開始。
- 2001年（平成13年）3月19日 - 寝屋川車庫がISO14001の認証を取得。
- 2009年（平成21年）9月16日 - 大阪府の「大阪ミュージアム」に寝屋川車両工場を含めた『寝屋川車両基地』として指定。
- 2024年（令和6年）8月1日 - 車両に台車を取り付ける作業をしていた50代の男性が車輪の下敷きになり死亡する事故が発生。

### 守口車庫からの移管
かつて、現在の守口市駅付近（現在の京阪百貨店）にあった守口車庫が1972年（昭和47年）2月18日付けで廃止されるのに伴い、検査などの業務が移管された。

## 入出庫線
入出庫線は大阪方・京都方それぞれに設けられている。入出庫線自体は京阪本線との接続点や当車庫敷地の一部を含め寝屋川信号所の構内となる。
- 大阪方
  - 主に萱島駅発着の列車や、大阪方面へ送り込まれる列車、大阪方面から回送されてきた列車が走行する。複線。寝屋川信号所構内にある引き上げ線を使用して当車庫に入出庫せずに大阪方面に折り返すことも可能である。
- 京都方
  - 主に寝屋川市駅発着（始発は早朝、終着は深夜のみ）の列車や交野線の列車、京都方面へ送り込まれる列車、京都方面から回送されてきた列車が走行する。単線。寝屋川市駅付近高架化に伴い、京都方側の入出庫用の線路も高架化された。

## 非営業用車両

### 事業用（構内入換車）

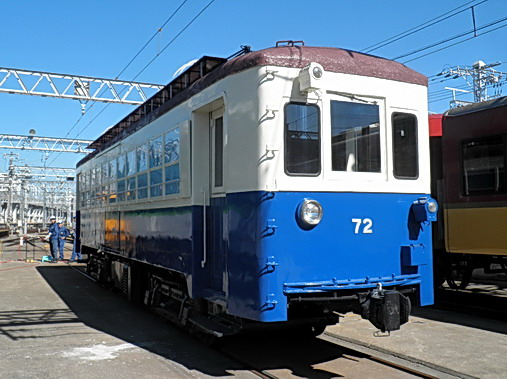
「ワガヤネヤガワ号」の愛称が付けられ、外観の復元がなされた72号車

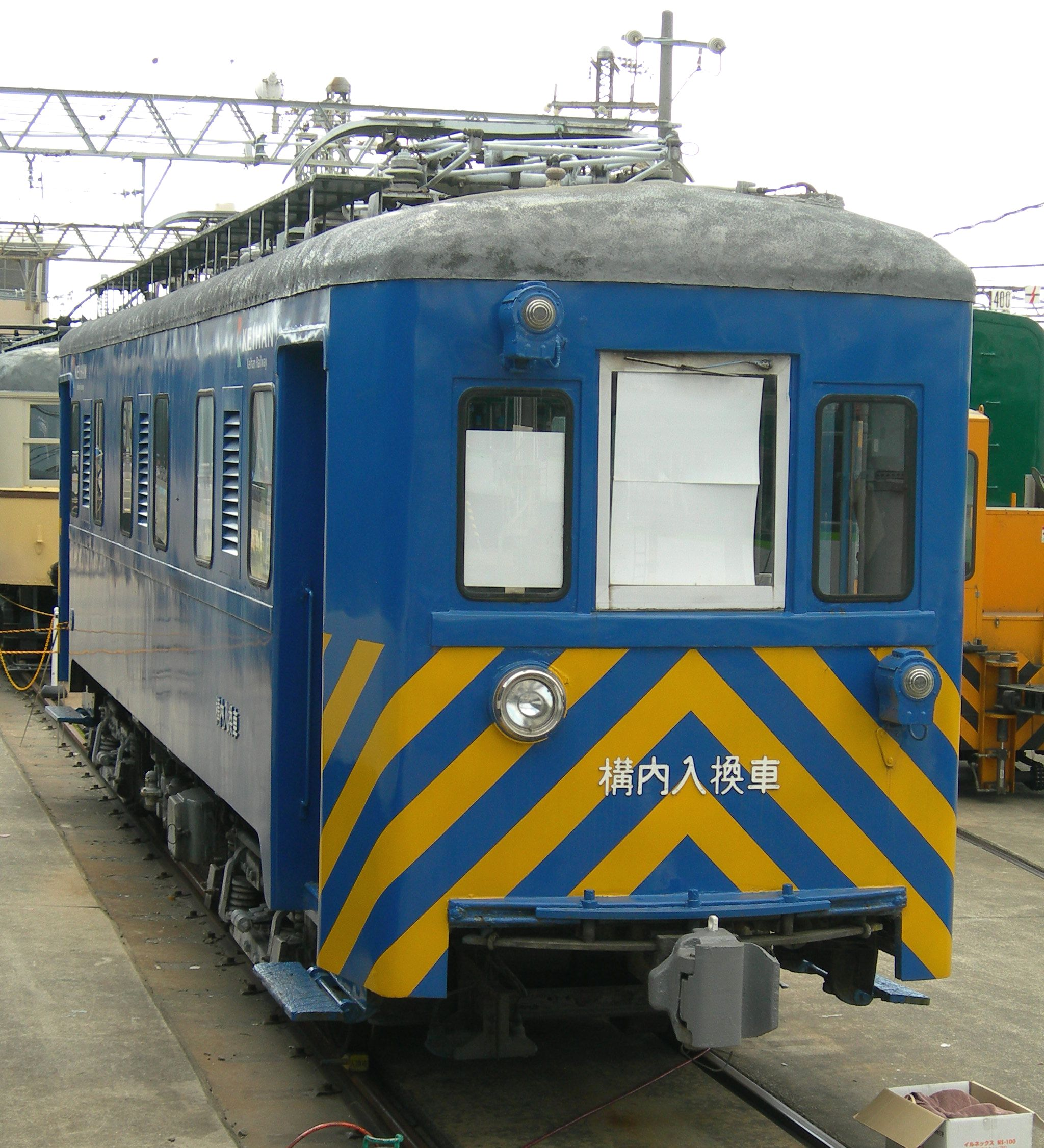
復元前の72号車

当車庫で見られる構内入換車は、京津線で使用された70型72号車を改造したものであり、職員からマスコットとして親しまれている。2014年9月に本来の姿に復元された。現在車籍はなく、機械扱いである。詳細は70型の項目を参照。

### 教材車

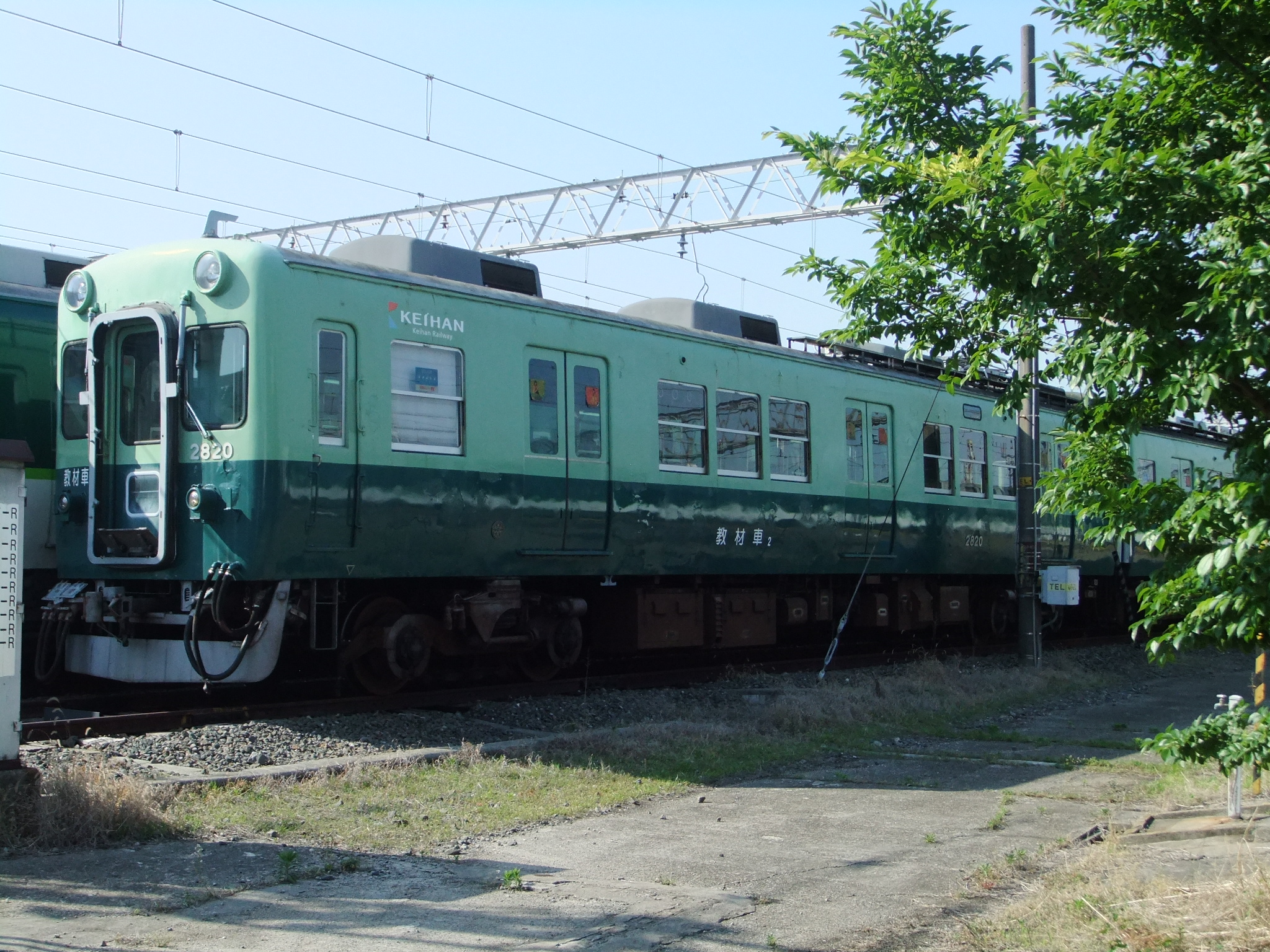
寝屋川車庫の教材車となった2820号。後方に2615号を連結。

当車庫内には2600系（2615号車・2820号車）先頭2両が「教材車」として現在も使用されている。現在車籍は無いため、営業用として使用されることはない。京阪線唯一の旧一般塗装車。なお、該当2両は元2000系1次車。

## 保存車両・保存台車
- 60型「びわこ号」63号車

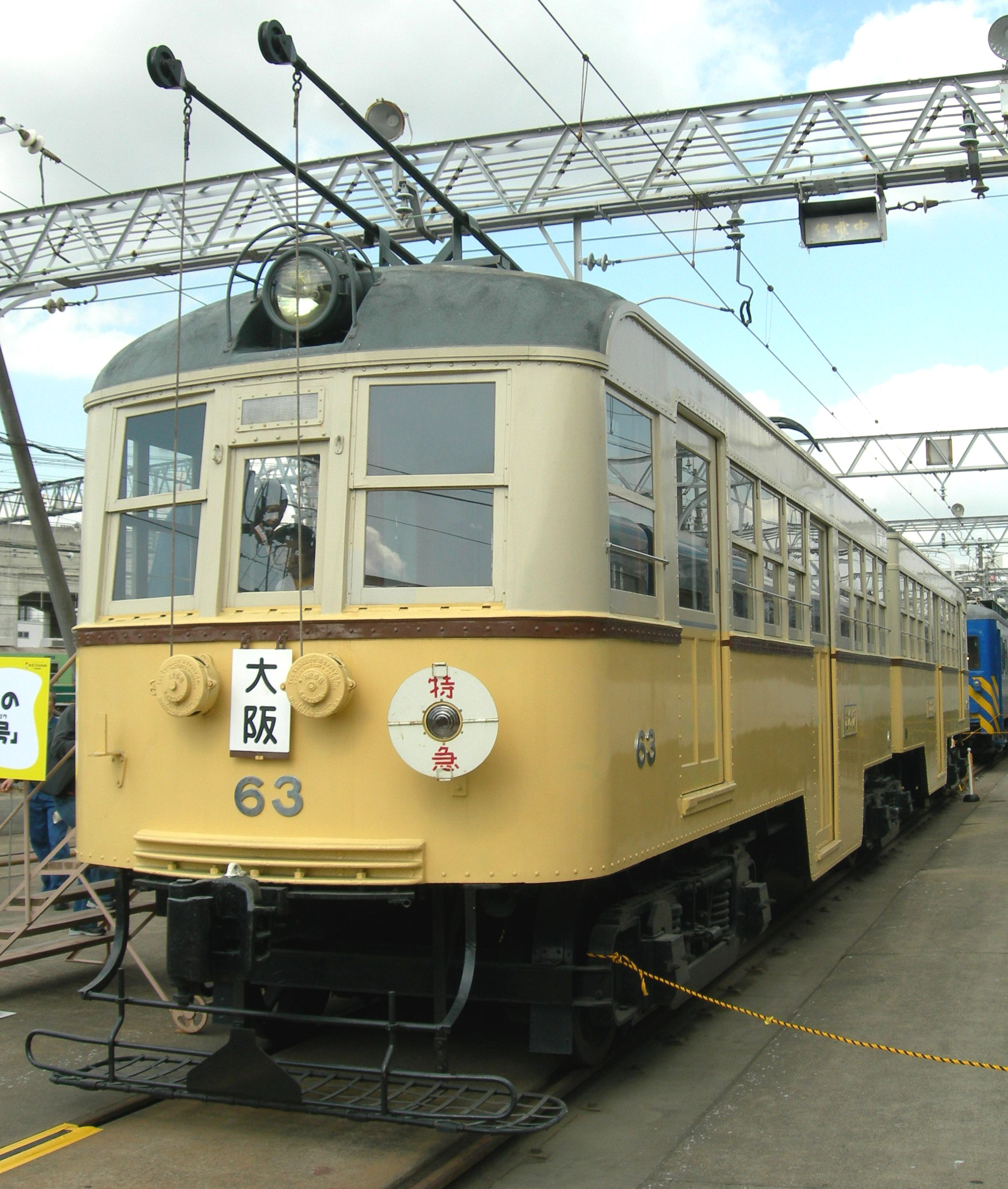

- 1800系 (2代)1801号（前面カットモデル）

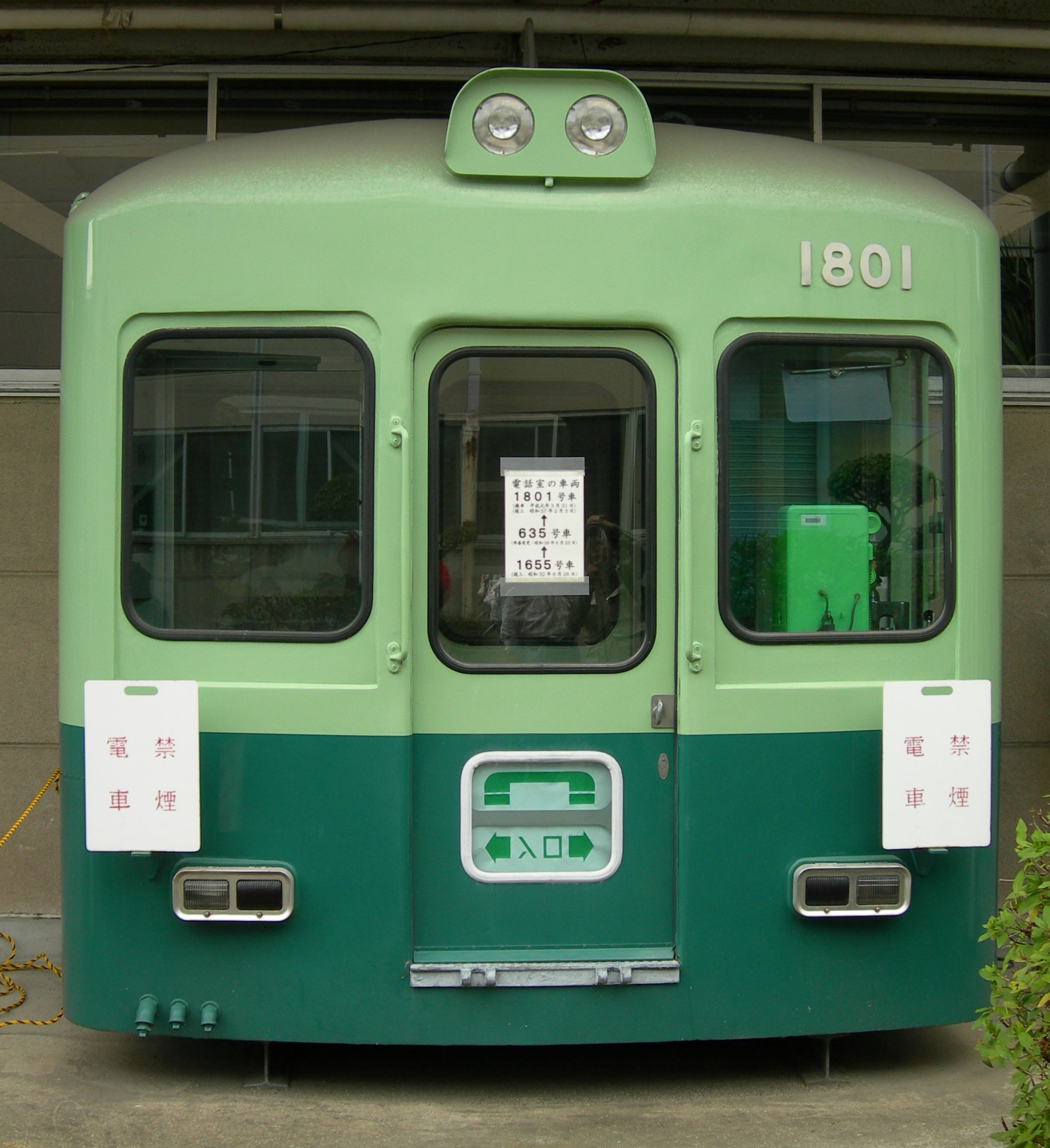
前頭部 カットボディ

- 「KS-50」台車「KS-68」台車

## 電気設備
600 V時代は寝屋川車庫の片隅に移動変電所182・181が配置されていたことも有ったが、現在は蒲生・大和田・牧野などの京阪の変電所から22 kVの社内送電線で受電する変電所が設けられている。変電所では3750 kWの直流変成器2台で車庫線への電力供給をすると共に、3000 kVA付帯変圧器2台で降圧して車庫工場の電源として使用されている。なお変電設備は枚方にある電力指令所から遠隔操作され無人である。

## 事故
2024年（令和6年）8月1日に寝屋川車両工場で車両に台車を取り付ける作業をしていた50代の男性作業員が重さ10トン程度の車輪の下敷きになり病院に搬送されたが、胸などを強く打っていたためおよそ1時間後に死亡した。